# Hugo (ur. 1980)
Hugo Henrique Assis do Nascimento (ur. 27 października 1980) – brazylijski piłkarz występujący na pozycji pomocnika.

## Kariera piłkarska
Od 2000 do 2016 roku występował w Athletico Paranaense, São Paulo, Monterrey, Friburguense, CR Flamengo, EC Juventude, Tokyo Verdy, Corinthians Paulista, Grêmio, Al-Wahda, Sport Recife, Goiás EC, Vitória, Thespakusatsu Gunma i Náutico.